# 田名網英二
田名網 英二（たなあみ えいじ、1924年7月30日 ‐ 1988年10月13日）は、栃木県出身のプロ野球選手、高校野球指導者。

## 来歴
1924年に小山市で生まれる。栃木県立栃木商業高等学校、法政大学、いすゞ自動車でプレーし、1950年に西日本パイレーツに入団。二塁手または遊撃手としてプレーし、26盗塁を記録するも、同年チームが解散し、田名網も肋骨骨折の影響で僅か1年で現役を引退した。
引退後の1953年に山梨県立甲府工業高等学校の監督に就任。25年間で春2回、夏3回本大会に出場。特に1966年の第48回全国高等学校野球選手権大会では深沢修一や西村公一らを率いて県勢初のベスト8に進出した。1985年に教え子でもある原初也に同校の監督業を譲り、勇退。1988年死去、享年64。

## 詳細情報

### 年度別打撃成績
| 年 度     | 球 団     | 試 合 | 打 席 | 打 数 | 得 点 | 安 打 | 二 塁 打 | 三 塁 打 | 本 塁 打 | 塁 打 | 打 点 | 盗 塁 | 盗 塁 死 | 犠 打 | 犠 飛 | 四 球 | 敬 遠 | 死 球 | 三 振 | 併 殺 打 | 打 率 | 出 塁 率 | 長 打 率 | O P S |
| --------- | --------- | ----- | ----- | ----- | ----- | ----- | -------- | -------- | -------- | ----- | ----- | ----- | -------- | ----- | ----- | ----- | ----- | ----- | ----- | -------- | ----- | -------- | -------- | ----- |
| 1950      | 西日本    | 83    | 281   | 263   | 39    | 73    | 10       | 1        | 1        | 88    | 14    | 26    | 11       | 0     | -     | 18    | 0     | 0     | 32    | 4        | .278  | .338     | .335     | .673  |
| 通算：1年 | 通算：1年 | 83    | 281   | 263   | 39    | 73    | 10       | 1        | 1        | 88    | 14    | 26    | 11       | 0     | -     | 18    | 0     | 0     | 32    | 4        | .278  | .338     | .335     | .673  |

### 背番号
- 5 （1950年）

## 高校野球成績
- 春：出場2回・0勝2敗
- 夏：出場3回・2勝3敗
- 通算：出場5回・2勝5敗

## 主な教え子
- 佐野嘉幸（東映→南海→広島、現BCリーグ・信濃グランセローズ監督）
- 中沢伸二（阪急）
- 深沢修一 （巨人→広島）
- 西村公一 （阪神、その後プロゴルファーに転身）
- 原初也 （元甲府工業高等学校監督）